# Lidmyrtjärnen (Sorsele socken, Lappland)
Lidmyrtjärnen är en sjö i Sorsele kommun i Lappland och ingår i Skellefteälvens huvudavrinningsområde.